# Ю Джитхэ
Ю Джитхэ (род. 13 апреля 1976 года) — южнокорейский актёр.

## Биография
Родился в Сеуле в обеспеченной семье. Его дед был депутатом парламента. Окончил Университет Данкук (факультет театра и кино) и Католический университет Кореи. Начинал карьеру как танцор и модель. Как актёр дебютировал в 1998 году. Женат на актрисе Ким Хёджин, есть сын (р.2014)

## Фильмография
- Зазеркалье (фильм) (2003)
- Город будущего (фильм) (2003)
- Олдбой (фильм, 2003)
- Сочувствие госпоже Месть (2005)
- Хилер (сериал, 2014)
- Териус у меня за спиной (сериал, 2018)